# Gül Çiray
Gül Çiray, także Akbaş (ur. 27 listopada 1939 w Widyniu, zm. 25 sierpnia 2019 w Stambule) – turecka lekkoatletka specjalizująca się w biegach na 400 i 800 metrów.
Na mistrzostwach Europy w Sztokholmie (1958) odpadła w eliminacjach na 400 i 800 metrów.
Na tym samym etapie rywalizacji odpadła w biegu na 800 metrów podczas igrzysk olimpijskich w Rzymie (1960).
Dwukrotna złota medalistka igrzysk bałkańskich.
Wielokrotna rekordzistka Turcji.